# Emoglobina alfa 1
L'emoglobina alfa 1, conosciuta anche con l'acronimo HBA1, è una proteina emoglobinica che negli umani è codificata dal gene HBA1.

## Gene
Il cluster genico della globina alfa umana è localizzata sul cromosoma 16, largo circa 30 kb e include 7 loci genici: 5'- zeta - pseudozeta - mu - pseudoalfa-1 - alfa-2 - alfa-1 - theta - 3'. Le sequenze codificanti alfa-2 (HBA2) e alfa-1 (HBA1; questo gene) sono identiche. Essi differiscono leggermente solo nella regione 5'UTR (regione non tradotta posta all'estremità 5' della sequenza) e negli introni. L'unica differenza significativa è collocata nella regione 3'UTR.

## Proteina
La struttura proteica prevede due catene alfa legate a due catene beta, che costituiscono HbA. In media in un adulto questa proteina rappresenta circa il 97% dell'emoglobina totale prodotta. Le catene alfa possono combinarsi con catene delta e generare la proteina HbA-2, che assieme ad HbF (emoglobina fetale) sintetizza il restante 3% di emoglobina in una persona adulta.

## Significato clinico
Le alfa talassemie insorgono a causa di delezioni da ciascun gene alfa, producendo proteine HBA2 e HBA1 delete. Esistono casi di talassemie generate senza una delezione.

## Interazioni
L'emoglobina alfa 1 sembra riesca ad interagire con HBB.